# City of Sydney
City of Sydney – obszar samorządu terytorialnego położony na terenie metropolii Sydney i obejmujący ścisłe centrum największego miasta Australii. Uważane jest za „pierwszy wśród równych” w gronie 38 samorządów lokalnych tworzących zespół miejski Sydney. Wyraża się to zwłaszcza poprzez tytuł Lorda Burmistrza Sydney, do którego używania uprawniony jest szef władz wykonawczych City of Sydney. Nie przekłada się to jednak na jakąkolwiek nadrzędność wobec pozostałych 37 jednostek. Od 2004 roku (kiedy nastąpiło połączenie City of Sydney i City of South Sydney) obszar liczy 25 km² powierzchni. Jest zamieszkiwany przez 211 001 osób (2015).
Na tle średniej australijskiej jest obszarem bardzo zróżnicowanym kulturowo i narodowościowo. W Australii urodziło się tylko 40,5% jego mieszkańców. Główne mniejszości narodowe to Anglicy (4,2%), Chińczycy (3,5%), Nowozelandczycy (3%), Indonezyjczycy (2%) i Koreańczycy (1,6%). 51,9% mieszkańców deklaruje, że używa w swoich domach tylko języka angielskiego. Najważniejsze języki mniejszościowe to mandaryński (3,7%), kantoński (3,3%), indonezyjski (1,7%), koreański (1,6%) i grecki (1,3%). Pod względem przekonań religijnych, najliczniejszą grupę stanowią ateiści, do których zalicza się 23,7% mieszkańców. Na dalszych miejscach sytuują się katolicy (18,3%), anglikanie (10%), buddyści (5,2%) i prawosławni (2,6%).
Najwyższą władzę sprawuje Rada Miasta, złożona z 10 członków, którzy wybierają spośród siebie Lorda Burmistrza Sydney.

## Geograficzny podział City of Sydney
| - Alexandria - Cockatoo Island - Barangaroo - Beaconsfield - Broadway - Camperdown - Centennial Park - Chinatown - Chippendale - Circular Quay - Darling Harbour - Darlinghurst - Darlington - Dawes Point | - East Sydney - Elizabeth Bay - Eveleigh - Erskineville - Forest Lodge - Garden Island - Glebe - Glebe Point - Haymarket - Kings Cross - Millers Point - Moore Park - Newtown - Paddington - Potts Point | - Pyrmont - Railway Square - Redfern - The Rocks - Rosebery - Rushcutters Bay - Strawberry Hills - Surry Hills - Sydney CBD - Town Hall - Ultimo - Waterloo - Woolloomooloo - Zetland |

## Galeria

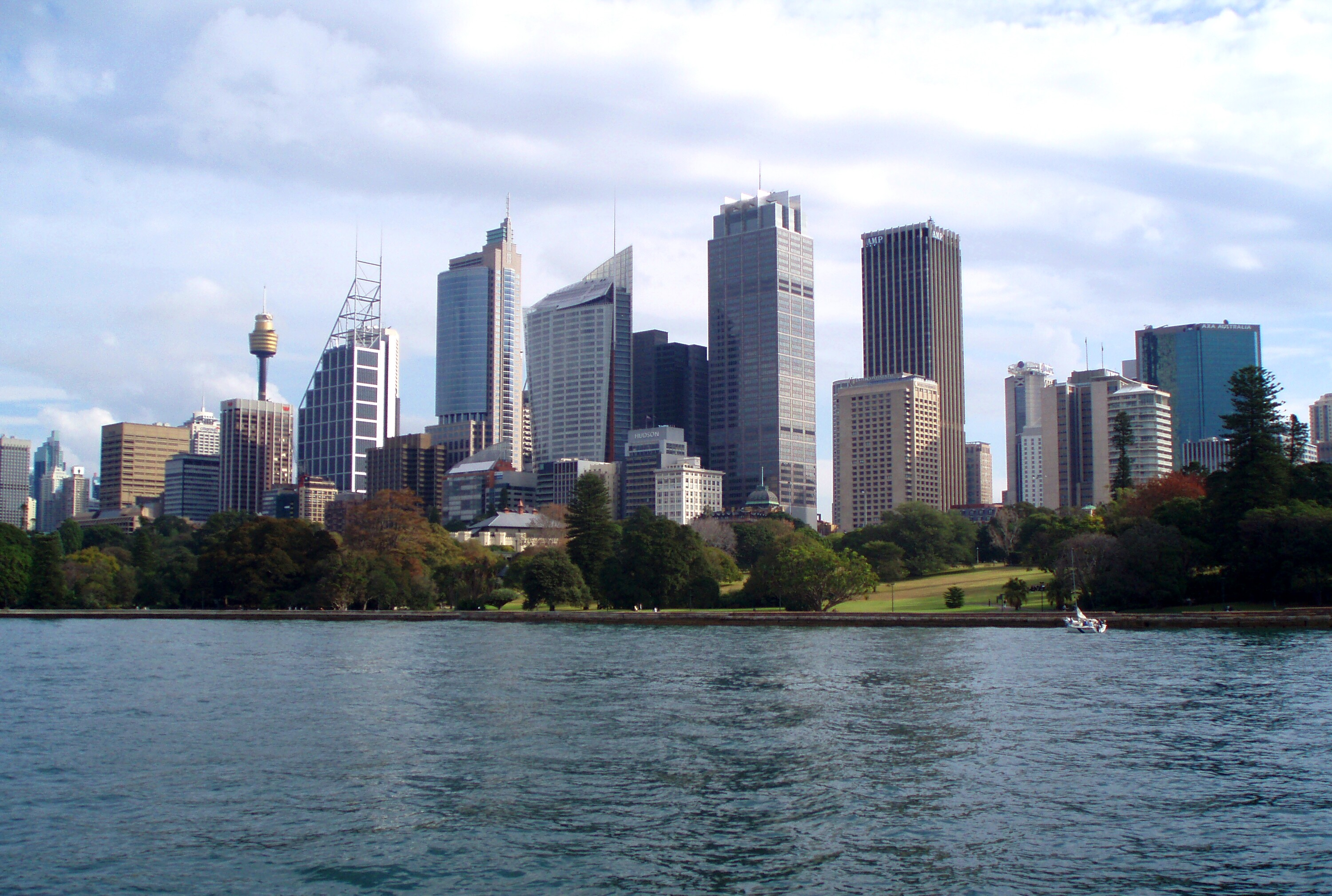
Biurowce w ścisłym centrum Sydney

## Relacje międzynarodowe

### Miasta bliźniacze
- Florencja (Włochy)[2]
- Guangzhou (Chiny)[2]
- Nagoja (Japonia)[2]
- Portsmouth (Wielka Brytania)[2]
- San Francisco (USA)[2]
- Wellington (Nowa Zelandia)[2]

### Miasta partnerskie
- Ateny (Grecja)[2]
- Berlin (Niemcy)[2]
- Chicago (USA)[2]
- Dublin (Irlandia)[2]
- Paryż (Francja)[2]
- Wuhan (Chiny)[2]